# Tramwaje w Muscatine
Tramwaje w Muscatine − zlikwidowany system komunikacji tramwajowej w Muscatine w Stanach Zjednoczonych, działający w latach 1883−1938.

## Historia
Tramwaje w Muscatine uruchomiono 11 czerwca 1883. Linia tramwaju konnego była obsługiwana przez 5 wagonów i 17 koni. Rozstaw toru na linii wynosił 1435 mm. 29 maja 1893 zamknięto linię tramwaju konnego. Dzień później, 30 maja, uruchomiono tramwaje elektryczne. Wkrótce system rozbudowano i długość tras wyniosła 17 km. 1 sierpnia 1912 otwarto linię tramwaju podmiejskiego z Davenport. Linię tę obsługiwała spółka Clinton, Davenport & Muscatine Railway Company. 17 marca 1929 zlikwidowano miejską sieć tramwajową, a 8 listopada 1938 zamknięto linię do Davenport.